# Império colonial alemão

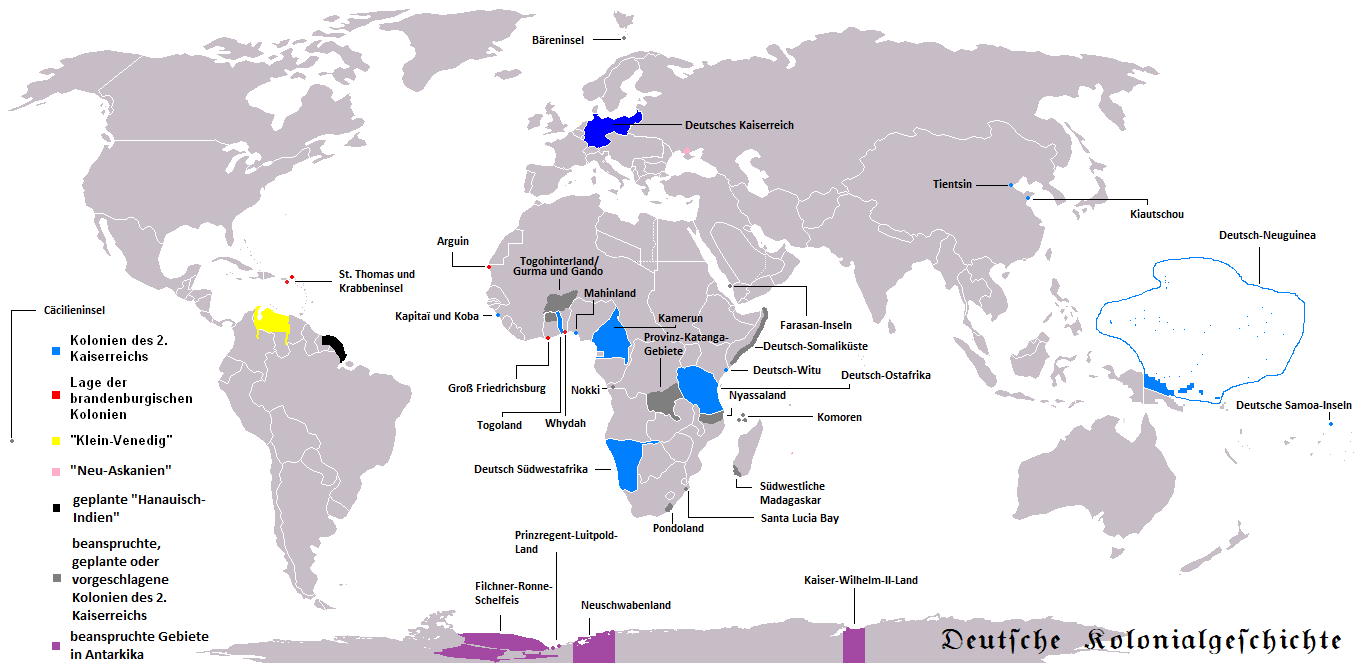
Mapa anacrônico dos domínios em alemão

Império Colonial Alemão foi o termo empregado para designar uma área ultramarina  formada no final do século XIX como parte do Império Alemão da dinastia Hohenzollern.
Algumas tentativas coloniais não duradouras por estados alemães haviam ocorrido nos séculos anteriores (como as Índias Hanauesas) mas os esforços coloniais da Alemanha Imperial começaram em 1883, quando a Alemanha tinha acabado de se unificar e estava muito forte industrializamente e economicamente, fez a vontade de construir colônias igual as outras nações europeias. O Império colonial alemão terminou com o Tratado de Versalhes, em 1919, após a I Guerra Mundial. Entre as colônias da Alemanha estavam o Togo, Camarões, a África Alemã do Sudoeste (atualmente a Namíbia), a África Alemã Oriental (atualmente Tanzânia), três territórios que estão atualmente na Papua-Nova Guiné (Kaiser-Wilhelmsland, o Arquipélago de Bismarck, e as Ilhas Salomão alemãs), e vários territórios no Pacífico: as Ilhas Marshall, Ias lhas Caroline e Palau (atualmente os Estados Federados da Micronésia), as Marianas Alemãs (atualmente território dos Estados Unidos), e Samoa. Além disso, "a China Alemã", foi uma concessão colonial em Jiaozhou na Península de Shandong no norte da China.

## Império Alemão

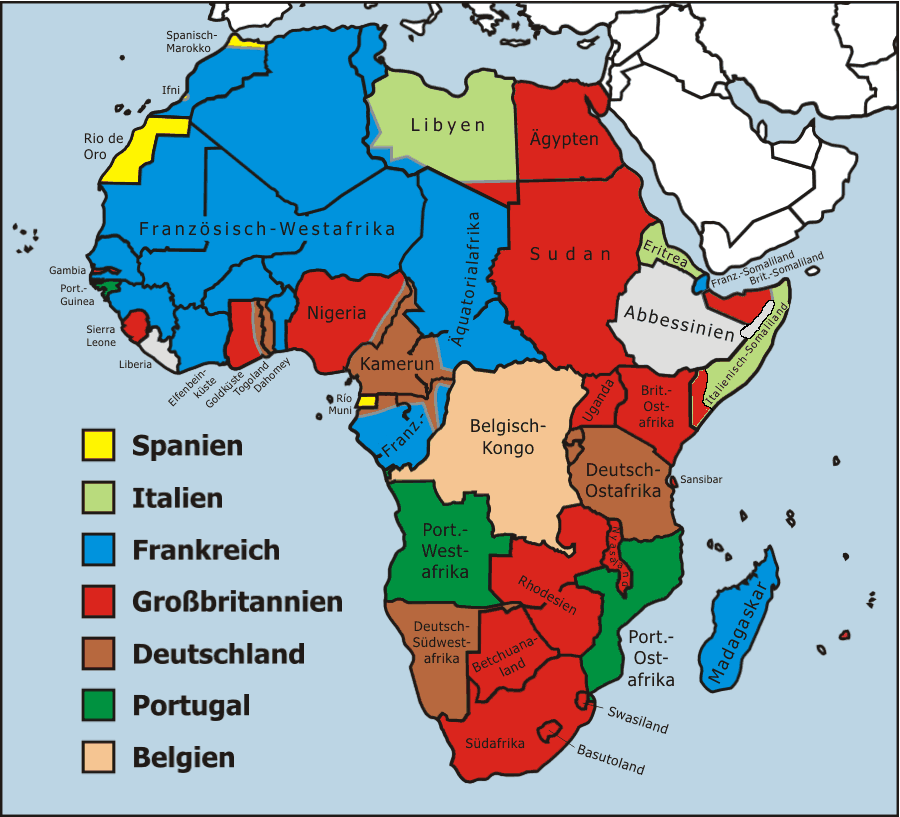
África em 1914, colónias alemãs a castanho.

Devido à sua unificação tardia pela Prússia em 1871, a Alemanha entrou tarde na corrida neocolonial por territórios coloniais remotos. Os Estados germânicos anteriores a 1870 tinham organizações e objetivos políticos diferentes,e a política externa germânica até essa época se concentrava na realização da unificação alemã e em assegurar os interesses germânicos na Europa. Por outro lado, os alemães tinham uma tradição de comércio exterior marinho que datava desde a Liga Hanseática; existia uma tradição de emigração alemã (para o leste em direção à Rússia e Romênia e para o oeste para as Américas); e mercadores e missionários do norte da Alemanha mostravam interesse vivo nas terras de ultramar. O surgimento do imperialismo alemão coincidiu com a "partilha da África," durante a qual a Alemanha competiu com outras potências europeias pelo controle do território do último continente inexplorado.
Muitos alemães no final do século XIX viam as aquisições coloniais como uma verdadeira indicação da obtenção do status de nação, e a demanda por colônias prestigiosas ia em conjunto com sonhos de uma Frota de Alto-Mar, que tornar-se-ia uma realidade e seria percebida como uma ameaça pelo Reino Unido.
Devido à tardia entrada da Alemanha na corrida por territórios coloniais, a maior parte do mundo já havia sido colonizada por outras potências europeias; em algumas regiões a tendência já era de descolonização, especialmente nas Américas, encorajada pela Revolução Americana, pela Revolução Francesa e por Napoleão Bonaparte.
Quando o povo Herero do Sudoeste Africano Alemão (hoje Namíbia) se rebelou em 1904, o exército alemão foi enviado para conter os insurgentes e dezenas de milhares de nativos morreram como resultado de um genocídio.
Quando a Primeira Guerra Mundial terminou, os Aliados dissolveram o império e o repartiram entre si através de tratados assinados no pós-guerra, com o Tratado de Versalhes.
Nestes tratados, o Japão ganhou as Ilhas Carolinas e as Ilhas Marianas, a França recebeu Camarões, a Bélgica ganhou uma pequena parte da África Oriental Alemã, e ao Reino Unido coube se apossar dos territórios restantes, tais como a Nova Guiné Alemã, Namíbia e Samoa. O território de Togo foi dividida entre França e Reino Unido.
A maior parte dos territórios adquiridos pelo Reino Unido foi depois repassada às várias colônias que pertenciam à Comunidade Britânica. A Namíbia foi transferida para o controle da África do Sul com um mandato assegurado pela Liga das Nações. Samoa Ocidental foi entregue à Nova Zelândia em uma outro mandato da Liga, assim como Rabaul passou ao controle australiano pelos mesmos termos. Todos estes acordos fizeram com que as próprias colônias britânicas tivessem também suas colônias. Esta política foi largamente influenciada por W. M. Hughes, o primeiro-ministro australiano, que estava assustado com a possibilidade de uma entrega da Nova Guiné para as forças japonesas. Ele garantiu que suas tropas defenderiam o território com a guerra, se necessário, e seu sucesso teve vital importância durante a Segunda Guerra Mundial.
Guilherme II da Alemanha, então frustrado com as derrotas de seus generais na Europa, declarou a Paul Emil von Lettow-Vorbeck, o general alemão no comando da África Alemã Oriental, que ele deveria ser o único oficial alemão a participar da comemoração da vitória no Portas de Brandemburgo. Vorbeck foi o único general alemão a não ser derrotado na guerra, e o único a pisar em solo britânico.